# Ferdinand Ludwig
Pour les articles homonymes, voir Ludwig.
Ferdinand Ludwig, né le 22 juillet 2000 à Voiron, est un rameur d'aviron français.

## Carrière
Il remporte la médaille de bronze en quatre de couple poids légers aux Championnats d'Europe d'aviron 2019 à Lucerne avec Léo Grandsire, Hugo Beurey et Benjamin David ainsi que la médaille d'argent aux Championnats d'Europe d'aviron 2021 à Varèse avec Baptiste Savaete, Victor Marcelot et Benjamin David.
Candidat au podium du deux de couple poids légers avec Hugo Beurey lors des championnats d'Europe d'aviron 2022, il est contrôlé positif au Covid-19 à la veille de la compétition et est contraint de déclarer forfait. Il est médaillé d’or en deux de couple poids léger à la coupe du monde 2023.

## Palmarès

### Championnats d'Europe
- 2019 à Lucerne,  Suisse
  -  Médaille de bronze en quatre de couple poids légers
- 2021 à Varèse,  Italie
  -  Médaille d'argent en quatre de couple poids légers